# Bahnhof Vaihingen (Enz)
Der Bahnhof Vaihingen (Enz) ist der Fern- und Regionalbahnhof der baden-württembergischen Stadt Vaihingen an der Enz.
Als einer von wenigen Personenbahnhöfen in Deutschland wird die Station planmäßig von ICE-Zügen mit etwa 250 km/h durchfahren; die streckenseitig zulässige Höchstgeschwindigkeit liegt bei 280 km/h. An diesen beiden durchgehenden Hauptgleisen liegen keine Bahnsteige.
In dem Bahnhof wurden mehrere Funktionen zusammengefasst: Die Neubaustrecke wurde im Bahnhof Vaihingen (Enz) mit dem bestehenden Streckennetz verknüpft. Gleichzeitig stehen Möglichkeiten zum Überholen und zum Gleiswechsel (zwischen den beiden Neubaustrecken-Gleisen) zur Verfügung.

## Lage

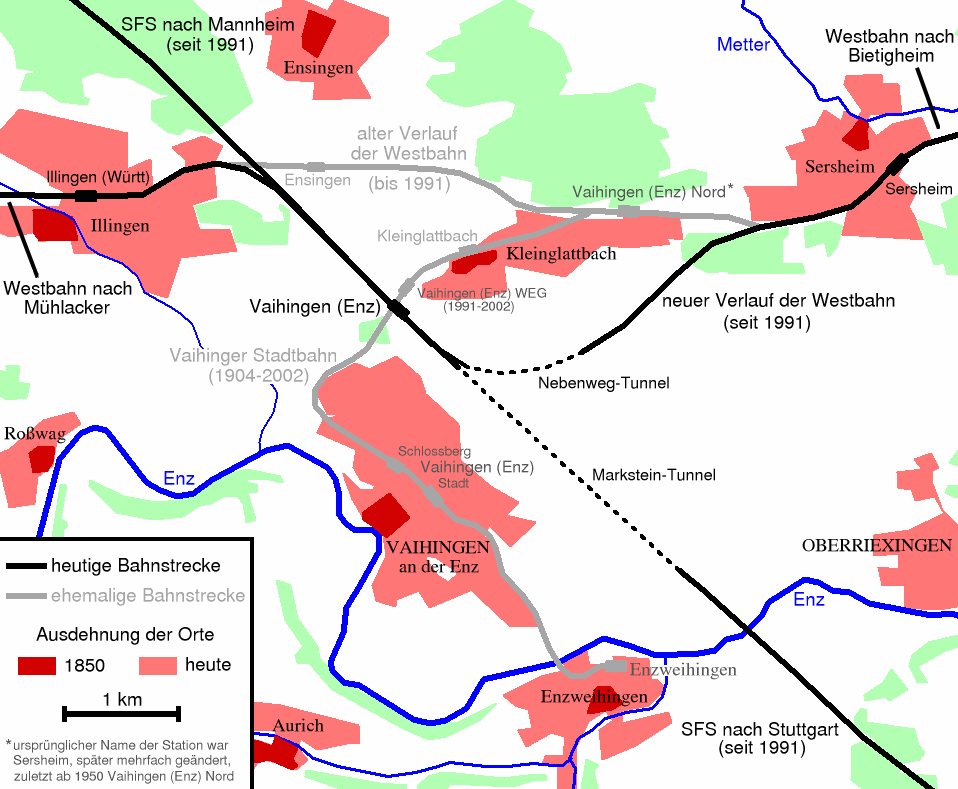
Lage des Bahnhofs

Der Bahnhof befindet sich rund 2,5 Kilometer außerhalb des Stadtkerns von Vaihingen, zwischen der Stadt und dem Stadtteil Kleinglattbach auf rund 250 Höhenmetern.
Die Station liegt dabei an der Schnellfahrstrecke Mannheim–Stuttgart (Streckenkilometer 78) und an der Westbahn (Bietigheim-Bissingen–Mühlacker–Bruchsal, Streckenkilometer 138). Ebenfalls befand sie sich an der stillgelegten Vaihinger Stadtbahn (Streckenkilometer 2).

## Aufbau

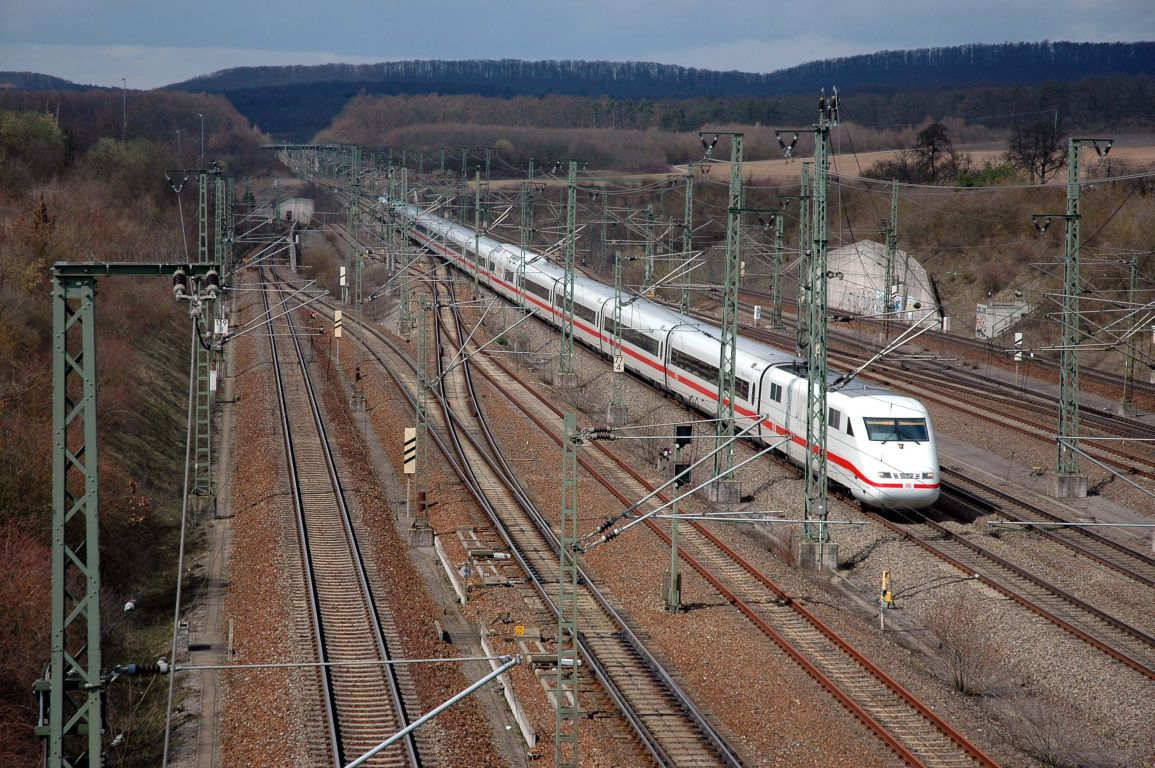
Ein ICE Richtung Stuttgart durchfährt den Bahnhof ohne Halt.

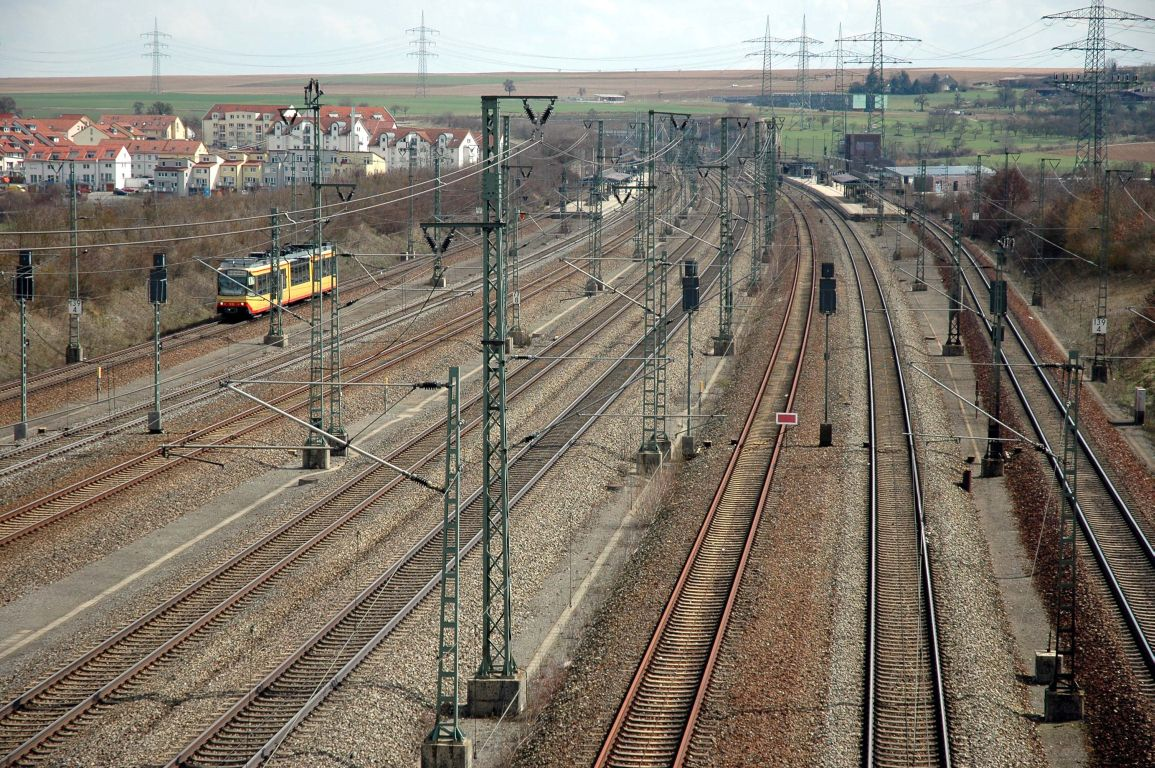
Blick auf die Bahnhofsanlage Richtung Südosten. Eine Stadtbahn der Linie S5 ist auf dem Weg nach Mühlacker.

Der Bahnhof liegt auf bis zu 22 Meter hohen Dämmen und bis zu 16 Meter tiefen Einschnitten. Der Einschnitt im Westkopf weist dabei eine mittlere Tiefe von 7 Meter und eine Sohlbreite von rund 70 Metern auf.
Die Bahnanlage besteht aus acht Hauptgleisen, die in nordöstlicher Richtung aufsteigend nummeriert sind. In der Mitte verlaufen dabei die beiden mit 250 km/h befahrenen Gleise der Schnellfahrstrecke (4 und 5). Durchfahrende Züge können dabei den Bahnhof mit der Streckenhöchstgeschwindigkeit von 250 km/h passieren. Beidseitig schließen sich dabei zwei Überholgleise (3 und 6) an. Im Nordosten schließen sich dabei ebenso zwei Gleise mit je einem 400 Meter langen, 8,5 bis 9,5 Meter breiten und auf einer Länge von 120 Metern überdachten Bahnsteig für haltende Personenzüge an (7 und 8) wie im Süden (1 und 2).
Züge von und zur Neubaustrecke können nur auf den Bahnsteiggleisen 2 und 7 halten. Die Gleise 1 und 8 dienen den Regionalzügen der Relationen Pforzheim–Stuttgart (Gleis 1) bzw. Bietigheim–Mühlacker (Gleis 8). Eine durchgehend höhenfreie Führung ermöglicht eine Führung der Regionalzüge ohne gegenseitige Behinderung. Am östlichen Rand des Bahnhofs gehen die Schnellfahrgleise in den 2,8 Kilometer langen Marksteintunnel über und unterqueren dabei das oberhalb der Röhre, in nordöstlicher Richtung, verlaufende Regionalgleis Richtung Bietigheim. Beide Regionalgleise gehen in diesem Bereich in den Nebenwegtunnel über. Im Südosten der Station unterquert das Regionalgleis gen Mühlacker die beiden hier auf einer Brücke verlaufenden Schnellfahrgleise. An beiden Enden der Bahnhofsanlage besteht die Möglichkeit, über Gleiswechsel (jeweils vier Weichen) zwischen den beiden Streckengleisen der Neubaustrecke zu wechseln.
Reisende erreichen die Bahnsteige über zwei in Nord-Süd-Richtung verlaufende Unterführungen. Beide Unterführungen bieten über Treppen Zugang zum Bahnsteig, die östliche Unterführung ist über Rampen barrierefrei mit den Bahnsteigen verbunden. Auf dem Vorplatz finden zehn bis zwölf Busse, mehrere Taxistände und mehr als 300 Pkw-Parkplätze Platz. Ein Parkhaus und drei Parkplätze bieten Abstellmöglichkeiten für mehrere hundert Pkw.
Die (inzwischen stillgelegte) sieben Kilometer lange Vaihinger Stadtbahn der Württembergischen Eisenbahn (WEG) unterquert den Bahnhof mit einem Gleis im Bereich der Bahnsteiganlage. Mit dem neuen Bahnhof wurde auch ein neuer Haltepunkt „Vaihingen (Enz) WEG“ der Privatbahn angelegt. Der Betrieb auf der Strecke wurde Ende 2002 infolge des Programms „Mora C“ eingestellt. Im nordwestlichen Bereich überquert die Landesstraße 2252 die Bahnanlagen auf einer Brücke, im südöstlichen Teil des Bahnhofs überquert die Landesstraße 1125 die hier bereits durchgehend im Tunnel liegenden Fern- und Regionalgleise.
Auf dem Bahnhof befindet sich ein Dienstgebäude der Bahn, das auch ein 1990 in Betrieb genommenes Relaisstellwerk der Bauart Sp Dr L60N aufnimmt, das auch Überleitstellen fernsteuert. Auf dem Dach des Bahnhofsgebäudes befindet sich eine Mobilfunk-Basisstation. Ein Unterwerk liegt, oberhalb des Nordwestportals des Marksteintunnels, neben den in den Nebenwegtunnel einführenden Gleisen, am südöstlichen Rand des Bahnhofs.

## Verkehrsanbindung

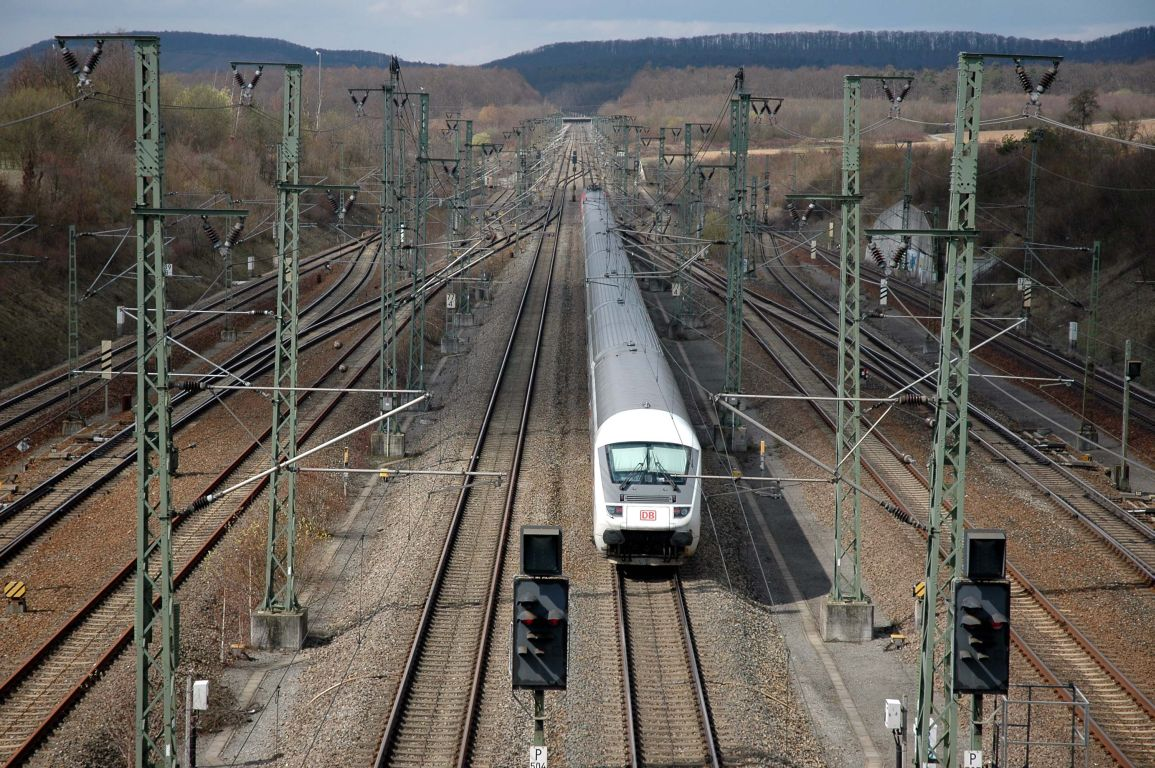
Ein Intercity durchfährt den Bahnhof Richtung Mannheim

Der Bahnhof wird im Fahrplanjahr 2024 im Fernverkehr regelmäßig von InterCity-Zügen bedient, vereinzelt auch Intercity-Express-Zügen. Im Nahverkehr halten Regional-Express- und Metropolexpress-Züge in Vaihingen (Enz).
Der Bahnhof wird dabei von folgenden Linien bedient:
| Linie   | Strecke | Taktfrequenz                                                               | eingesetzte Fahrzeuge |
| ------- | --- | -------------------------------------------------------------------------- | --------------------- |
| ICE 22  | Hamburg – Hannover – Göttingen – Kassel-Wilhelmshöhe – Frankfurt – Mannheim – Heidelberg – Vaihingen – Stuttgart | ein Zugpaar                                                                | ICE 4                 |
| ICE 32  | Münster – Recklinghausen – Gelsenkirchen – Oberhausen – Duisburg – Düsseldorf – Köln – Bonn – Remagen – Koblenz – Mainz – Mannheim – Vaihingen – Stuttgart – Ulm – Günzburg – Augsburg – München – Traunstein – Freilassing – Salzburg – Villach – Klagenfurt | ein Zugpaar                                                                | ICE 4                 |
| ICE 45  | Köln – Köln/Bonn Flughafen – Siegburg/Bonn – Montabaur – Limburg Süd – Wiesbaden – Mainz – Mannheim – Heidelberg – Vaihingen – Stuttgart | ein Zugpaar                                                                | ICE 3                 |
| IC 55   | (Tübingen – Reutlingen – Metzingen – Nürtingen – Plochingen –) Stuttgart – Vaihingen – Heidelberg – Mannheim – Mainz – Koblenz – Bonn – Köln – Solingen – Wuppertal – Hagen – Dortmund – Hamm – Bielefeld – Herford – Bad Oeynhausen – Minden (Westfalen) – Hannover – Braunschweig – Magdeburg – Halle (Saale) – Leipzig/Halle Flughafen – Leipzig – Riesa – Dresden-Neustadt – Dresden | einzelne Zugpaare                                                          | IC 2, ICE 1           |
| IC 61   | Karlsruhe – Pforzheim – Mühlacker – Vaihingen – Stuttgart – Schwäbisch Gmünd – Aalen – Crailsheim – Ansbach – Nürnberg – Saalfeld – Leipzig | Zweistundentakt (Karlsruhe – Nürnberg), fünf Zugpaare (Nürnberg – Leipzig) | IC 2                  |
| IC 62   | Stuttgart – Vaihingen – Heidelberg – Darmstadt – Frankfurt (Main) | ein Zug                                                                    |                       |
| RE 1    | Karlsruhe – Pforzheim – Mühlacker – Vaihingen – Stuttgart (– Schorndorf – Schwäbisch Gmünd – Aalen) | 30/30/60-Minuten-Takt (Stuttgart–Aalen: Zweistundentakt)                   | Stadler Flirt 3       |
| MEX 17a | (Bad Wildbad/Karlsruhe Hbf –) Pforzheim – Mühlacker – Vaihingen – Bietigheim-Bissingen – Ludwigsburg – Stuttgart | Stundentakt (Pforzheim–Bietigheim halbstündlich)                           | Talent 2              |
| MEX 17c | Bruchsal – Bretten – Mühlacker – Vaihingen – Bietigheim-Bissingen – Ludwigsburg – Stuttgart | Stundentakt                                                                | Talent 2              |

(Stand: 15. Dezember 2024)
Das ursprüngliche Konzept sah vor, pro Tag sechs bis acht Schnellzüge der Relation Karlsruhe–Stuttgart sowie eine gleich hohe Anzahl von Schnellzügen zwischen dem Rhein-Main-Gebiet und München halten zu lassen. Intercity-Halte waren nicht vorgesehen. Im Regionalverkehr sollten die höheren Trassenkapazitäten der Neubaustrecke genutzt werden, um bei Bedarf zusätzliche Regionalzüge einzulegen. Mit der Verbindung zwischen Neu- und Altstrecke wurde es darüber hinaus möglich, zuvor nicht realisierbare Anschlussbeziehungen in Karlsruhe (Richtung Basel) und Stuttgart (Richtung München) herzustellen.
Der Bahnhof dient gleichzeitig als ein Überholbahnhof. Diese wurden in einem Abstand von etwa 25 Kilometer entlang der 1991 in Betrieb genommenen Neubaustrecke angeordnet. Nachdem der ursprünglich geplante Mischverkehr von Personen- und Güterzügen nicht realisiert wurde, werden diese Überholmöglichkeiten nur in geringem Maße genutzt.

## Geschichte

### Planung
Der Bahnhof lag im Planfeststellungsbereich 12 der Neubaustrecke.
Aus betrieblichen Gründen war im Raum Vaihingen (Enz) ein Überholbahnhof an der geplanten Neubaustrecke vorzusehen. Ein wesentlicher Grund für den Ausbau des Überhol- zu einem Personenbahnhof war die Stadtentwicklungsplanung der Stadt Vaihingen, die ein Zusammenwachsen der Kernstadt mit dem Ortsteil Kleinglattbach vorsah. Ende der 1970er Jahre zählte die Stadt rund 20.000 Einwohner, Ende der 1980er Jahre rund 24.000 Einwohner.
In der Frühphase der Planung war geplant, den Bahnhof parallel zur Bestandsstrecke zwischen den Bahnhöfen Illingen und Vaihingen (Enz) Nord anzuordnen. Diese Trasse wurde zu Gunsten einer gestreckten Linienführung der Neubaustrecke verworfen. Damit ergab sich die Notwendigkeit, die Bestandsstrecke in diesem Bereich in eine Parallellage zur Neubaustrecke zu bringen.
Nach dem Planungsstand von 1973 sollte die Bestandsstrecke im Raum Vaihingen nicht verändert, sondern mit einer Verbindungsstrecke zwischen Sersheim und dem Westportal des Marksteintunnels mit der Neubaustrecke verknüpft werden. Diese Verbindungsstrecke sollte zweigleisig-höhenfrei aus der Neubaustrecke ausfädeln und eingleisig-höhengleich in die Bestandsstrecke südlich von Sersheim münden. Eine zweigleisig-höhenfreie Netzverknüpfung in Richtung Karlsruhe war darüber hinaus zwischen Illingen und Ensingen vorgesehen.
Nach dem Planungsstand von Ende 1974 sollte der Bahnhof elfgleisig ausgeführt werden. Neben vier Bahnsteiggleisen an zwei Bahnsteigen (Gleise 1 und 2 im Norden sowie 9 und 10 im Süden) sollten beiderseits der beiden durchgehenden Neubaustreckengleise (5, 6) je zwei Überholgleise (3, 4 und 7, 8) mit dem auf der Neubaustrecke vorgesehenen Großlichtraumprofil entstehen. Darüber hinaus war ein Umfahrgleis (11) südlich des Bahnsteiggleises 10 geplant. Aus dem Gleis Richtung Mühlacker sollte ferner ein Industrieanschlussgleis ausgefädelt werden. Bis 1979 wurde daraus der letztlich realisierte neungleisige Spurplan abgeleitet.
Die Stadt Vaihingen lehnte die Pläne einer Neubaustrecke zunächst ab. Am 6. April 1977 beschloss der Gemeinderat der Stadt Vaihingen, ein eigenes Raumordnungsverfahren für den Vaihinger Streckenabschnitt (nach § 31a Landesplanungsgesetz) zu beantragen, um Forderungen zum Streckenverlauf der Neubaustrecke durchzusetzen. Die Planunterlagen für den Planfeststellungsabschnitt 12 (Vaihingen an der Enz, Sersheim; km 76,350 bis 85,790) lagen vom 10. Juni bis 11. Juli 1977 öffentlich aus. In einer Stellungnahme lehnte der Gemeinderat im Juli 1977 die so genannte „Spartrasse“ ab und forderte die ursprünglich vorgesehene Trassierung.
Das Planfeststellungsverfahren wurde zunächst 1977 eingeleitet. Nachdem sich in Verhandlungen zwischen Bundesverkehrsminister und dem Ministerpräsidenten von Baden-Württemberg erhebliche Veränderungen ergeben hatten, wurde das Verfahren 1979 erneut eingeleitet. In weiteren Gesprächen mit Gemeinden, Trägern öffentlicher Belange und Bürgern kam es zu weiteren Änderungen, die zu Planänderungsverfahren führten. Der Rahmenterminplan der Bundesbahn sah dabei vor, zum Winterfahrplan 1990 den Betrieb auf der verlegten Stammstrecke sowie zum Sommerfahrplan 1991 den Betrieb auf der Neubaustrecke aufzunehmen. Der Baubeginn für den gesamten Streckenabschnitt sollte dafür im Oktober 1984 erfolgen.
Im Herbst 1979 stimmte der Regionalverband Mittlerer Neckar im Rahmen des Planfeststellungsverfahrens grundsätzlich der Neubaustreckentrasse im Planfeststellungsabschnitt 12 (Vaihingen/Enz, Oberriexingen, Sersheim) zu, übte jedoch Kritik an der landschaftspflegerischen Begleitplanung und der Schallmessmethode. Mit ihrer Stellungnahme für das Planfeststellungsverfahren forderte die Stadt Vaihingen (Enz) im November 1979 zusätzliche Umweltschutzmaßnahmen und Ausgleichszahlungen bei unvermeidlichen Eingriffen.
Im Herbst 1980 war eine grundsätzliche Einigung über den Standort des Bahnhofsgebäudes, die Erschließung, die Parkplätze und den Busbahnhof in einem Maße Klarheit, dass mit der Gebäudeplanung begonnen werden konnte. In Absprache mit der Stadt Vaihingen lud die Bundesbahn fünf Architekten zur Abgabe von Vorentwürfen für das Bahnhofsgebäude ein, das größte Gebäude der gesamten Neubaustrecke.
1983 wurden die Kosten des Bahnhofsgebäudes auf rund 5,5 Millionen DM geschätzt. Die Außenanlagen (mit 450 Parkplätzen und Busbahnhof) sollten etwa drei Millionen DM kosten.
Nachdem Heinz Kälberer 1981 Oberbürgermeister der Stadt geworden war, begann die Suche nach einem Kompromiss. Im Mai 1981 lagen die Pläne der fünf Architekten vor, die nach einer Vorprüfung am 10. Juni 1981 von einem mit Vertretern von Stadt, Bundesbahn, Bezirksstelle für Naturschutz und Landschaftspflege sowie dem Leiter des Stadtplanungsamtes Freiburg begutachtet wurden. Die Überarbeitung der beiden in die engere Wahl genommenen Entwürfe wurde im Oktober 1981 vorgelegt; in einer zweiten Begutachtung wurde der Entwurf von Schmitt, Kasimir und Partner klar favorisiert. Nach weiteren Abstimmungen stimmte die Stadt Vaihingen im Herbst 1982 den ausgewählten Plänen zu.
Im Februar 1983 fand der viertägige Erörterungstermin für den Vaihinger Streckenabschnitt statt. Gegen den am 21. Mai 1984 ergangenen Planfeststellungsbeschluss, den letzten der 24 Planfeststellungsbeschlüsse der Neubaustrecke, erhoben 34 Kläger 13 Klagen. Am 4. Oktober 1985 ordnete die Bundesbahn Sofortvollzug für den Abschnitt an. Damit lag das Baurecht vor. Am 12. Mai 1986 (für Baustraßen und Erschließung des Baufeldes) sowie am 17. Oktober 1986 (für die weiteren Flächen der Neubaustrecken-Trasse) wurde die Deutsche Bundesbahn in den Besitz eingewiesen. Ende 1986 war der größte Teil der benötigten Flächen im Besitz der DB.
Verkehrsprognosen gingen von einem jährlichen Reisendenaufkommen von rund 175.000 im Fernverkehr sowie 1,5 Millionen im Nahverkehr aus. Nach dem Planungsstand von 1983 sollten alle Nahverkehrs- und Eilzüge auf der Bestandsstrecke, die auf der Bestandsstrecke verbleibenden Schnellzüge, die auf der neuen Strecke im Berufsverkehr vorgesehenen Eilzüge sowie sechs bis acht über die Neubaustrecke fahrende Schnellzüge je Tag und Richtung an dem neuen Bahnhof halten. Nach dem Planungsstand von 1979 sollte der Bahnhof als Umsteigebahnhof der zwischen Mannheim und Stuttgart verkehrenden Schnellzüge und dem Verkehr Richtung Pforzheim, Mühlacker und Bietigheim-Bissingen dienen.

### Bau
Die Bauarbeiten an der Bahnhofsanlage begannen am 23. September 1985 mit der Einrichtung der Baustelle. Auf Gelände, das die Deutsche Bundesbahn bereits zuvor käuflich erworben hatte, wurde eine Baustellenzufahrt angelegt. Am gleichen Tag wurde mit dem Bau des Bürogebäudes des Bauüberwachungszentrums Vaihingen (Enz) begonnen, das den Bau der Neubaustrecke zwischen den Kilometern 61,7 und 84,2 sowie die Verlegung der Stammstrecke Stuttgart–Bretten steuerte.
Am 18. November begannen, am Kreuzungsbauwerk Mühlacker, die eigentlichen Bauarbeiten. Das Bahnhofsgebäude geht auf einen Architektenwettbewerb zurück, aus dem das Karlsruher Büro Schmitt, Kasimir & Partner hervorging. Am 6. November 1987 wurde am Bahnhofsgebäude Richtfest gefeiert, das Gebäude schließlich im September 1990 fertiggestellt. Im Zuge der Baumaßnahmen wurden etwa zehn Kilometer Straßen neu- oder umgebaut, darüber hinaus auch Rad-, Fuß- und Feldwege. Durch den um rund zwei Jahre verzögerten großflächigen Baubeginn war ein neuer Rahmenterminplan erforderlich, um den unveränderten Inbetriebnahmetermin der Neubaustrecke (1991) aufrechterhalten zu können.
Am 7. November 1986 begann der Bau des Empfangsgebäudes. Das Richtfest, mit anschließendem Tag der offenen Tür wurde am 6. November 1987 gefeiert.
Für den 70 Meter breiten und 2.000 Meter langen Bahnhof wurden rund 1,6 Millionen Kubikmeter Boden ausgehoben und 1,1 Millionen Kubikmeter neuer Boden eingebracht. Allein für die Erdarbeiten sollten (Planungsstand von circa 1986) 35 Millionen D-Mark im Bahnhofsbereich ausgegeben werden. Die Überschussmassen wurden in die westlich der Bahnhofsanlagen liegende Erddeponie Hakenhäule eingebracht.
Der Personenverkehr am bestehenden Bahnhof Vaihingen Nord in Kleinglattbach wurde zum Fahrplanwechsel zum 30. September 1990 aufgegeben. Zeitgleich ging ein auf 7,31 Kilometer mit dem neuen Nebenwegtunnel verlegter Abschnitt der Bestandsstrecke ebenso in Betrieb wie ein 1,36 Kilometer langer, eingleisiger Neubauabschnitt der Vaihinger Stadtbahn nach Vaihingen (Enz) Nord. Die Planung sah ursprünglich vor, ihn als Übergabestelle für den Güterverkehr der WEG zu erhalten. Dies konnte nur bis 2002 realisiert werden. Er wurde nach 1994 auf ein Gleis zurückgebaut. Erst nach Räumung der Trasse der Westbahn an der Hakenheule konnten noch in derselben Nacht die Anschlüsse der verlegten Westbahn zwischen dem neuen Vaihinger und dem Illinger Bahnhof bis auf restliche Stabilisierungsarbeiten in Betrieb gehen.
Ein Kuriosum während der Bauphase war, dass die Kreuzungsstelle mit der Altstrecke (km 76,8) erst nach deren Verlegung, wenige Monate vor Eröffnung der Schnellfahrstrecke, im September 1990 fertiggestellt werden konnte. Während der Fahrdraht schon hing und die umgebenden Gleise verlegt waren, erfolgte der Test- und Einmeßbetrieb der Schnellfahrstrecke eingleisig über eine Behelfsbrücke.

### Inbetriebnahme
Am 6. und 7. Oktober 1990 wurde der neue Bahnhof feierlich eröffnet. Die Station übernahm neben dem Regional- und Fernverkehr auch die Funktion des Express- und Gepäckdienstes vom Bahnhof Vaihingen (Enz) Nord, der rund 3,5 km von der Kernstadt entfernt lag.
Der Betrieb auf der Neubaustrecke wurde zum Fahrplanwechsel am 2. Juni 1991 aufgenommen.
Noch in den 1980er Jahren betrug die fahrplanmäßige Fahrzeit von Vaihingen (Enz) zum 24 Kilometer (Luftlinie) entfernten Stuttgart im Eilzug über Bietigheim rund 32 Minuten. Mit Inbetriebnahme der Neubaustrecke konnten IRE mit verkürzter Reisezeit zwischen Vaihingen und Stuttgart von 15 Minuten angeboten werden.

### Betrieb
Das südliche Gleis 3 wurde von Mitte des Jahres 1999 bis Dezember 2008 betrieblich nicht genutzt und war gesperrt.
In den ersten zehn Jahren nach der Eröffnung stieg die Einwohnerzahl Vaihingens laut Angaben der Stadt um 13 Prozent, Gewerbeansiedlungen hätten stark zugenommen. Laut Angaben der Stadt Vaihingen nutzten Anfang 2015 7000 bis 8000 Fahrgäste den Bahnhof am Tag.
Bei einer Neuausschreibung der Verkehrsleistungen wurden zum 9. Juni 2019 die Verbindungen ab dem Bahnhof Vaihingen (Enz) stark ausgebaut. Wochentags verkehren seitdem drei Regionalzüge alle zwei Stunden zwischen Karlsruhe und Stuttgart, die in Kombination mit den Intercity-Zügen einen ungefähren Halbstundentakt auf der Relation ergeben. Dabei wurden auch die vergleichsweise langsameren Regionalzüge mit Halt an allen Unterwegsbahnhöfen (Ausnahme RE Richtung Heidelberg) neu strukturiert, welche neu nur noch stündlich bis nach Stuttgart verkehren und auf dem Ast Richtung Karlsruhe nur noch bis Pforzheim verkehren.